# عزلة (أغنية)
عزلة (بالإنجليزية: Isolation) أغنية لمغني الروك البريطاني «جون لينون» عام 1970، صدرت في ألبوم «جون لينون/فريق بلاستيك أونو»، وهو أول ألبوم منفرد رسمي لجون لينون، بعد تفكك فريق البيتلز.

## خلفية الأغنية
بدأ لينون يشعر بخيبة أمل في الشهرة والمكان الذي تتجه إليه حياته، مع تفكك فريق البيتلز، والهجمات التي كان يواجهها هو وزوجته اليابانية «يوكو أونو» في ذلك الوقت، فضلاً عن انعدام الأمن والشكوك الذاتية التي أصابته من خلال تعاطيه المتفاقم للمخدرات. تكشف أغنية «عزلة» عن شعور لينون بالضعف، على الرغم من شهرته وثروته، ويرى كاتب سيرة فريق البيتلز «جون بلاني» إن هذا يمثل استمرارًا لموضوع الألبوم، حيث يزيل لينون آخر طبقة من الأسطورة التي تخفي الواقع الحقيقي. يرى بلاني أن هذا الوحي مؤلم بشكل خاص بالنسبة إلى لينون، الذي كان الانتماء والقبول مهمين للغاية بالنسبة له.

## الكلمات والموسيقى
تبدأ الكلمات بقول لينون: إنه على الرغم من إمتلاكه هو وزوجته لكل شيء، إلا إنهما مازالا يشعران بالعزلة. يركز المقطع الثاني على النشاط السياسي للزوجين، والذي يعارض خلق مزيد من العزلة. المقطع الثالث يعمم الموقف أكثر، حيث يقر لينون بأنه لا يمكن لوم الأشخاص الذين تسببوا في ألمه، لأننا جميعًا جزء من نفس العالم غير العقلاني، وبالتالي فنحن جميعًا ضحايا الجنون في العالم. يوضح المقطع الرابع والأخير مخاوف الناس من بعضهم البعض وحتى من الشمس، في سياق عالم فيه الشمس دائمة ولكن عالمنا قد لا يكون كذلك.
على الرغم من الاحتفاء بجون لينون طوال فترة الستينيات من القرن الماضي كواحد من أعظم كتاب الأغاني وفناني الأداء في العالم، ولكن بحلول عام 1970، كان جون لينون يعاني من انعدام الأمن الشديد والشك الذاتي الناجم جزئيًا عن المخدرات، وأيضاً تفكك فريق البيتلز، والهجمات التي شعر أنها كانت موجهة إليه هو وزوجته يوكو أونو، وخيبة الأمل من الشهرة والثروات المصاحبة لها. وجد لينون في أغنيته «عزلة» مجال لإطلاق مالديه، مستوحىً من العلاج البدائي الذي خضع له في صيف عام 1970 مع الدكتور آرثر جانوف. كانت الأغنية حزينة ومخيفة بشكل غنائي، وقد صورته وأونو على أنهما يتنافسان ضد بقية العالم، ومع ذلك يتسامحان مع العلم أن الجميع لا يزالون «ضحية للجنون»، وفي غضون ذلك، اقتبس الجزء الأوسط من أغنية باريت سترونج «أوه أنا أعتذر Oh I Apologize».

## استقبال الأغنية
يعتبر عالم الموسيقى ويلفريد ميلرس Wilfrid Mellers أن إنجاز لينون في خلق موسيقى البلوز الزنجية كرجل إنجليزي، يعادل إنجاز بوب ديلان Bob Dylan لأغاني البلوز كرجل أمريكي أبيض. يصف بن يوريش وكين بيلين أغنية "عزلة" بأنها "مباشرة ومؤثرة" ويمدحان صوت لينون على أنه "متحرك ودقيق. الصحفي الموسيقي بول دو نوير لا يُصنف "عزلة" ضمن أفضل أغاني لينون، لكنه يشعر أنها تتعدى القناع الذي يرتديه "وحيدًا في القمة" من خلال تعميم المشاعر على تلك التي يشعر بها كثير من الناس في بعض الأحيان.

## نسخ أخرى للأغنية
أصدر كثير من المغنين نسخهم الخاصة من أغنية «العزلة» (قدم الأغنية 20 فنانًا حسب موقع سكوند هاند سونجز)، مثل جو كوكر وماريان فايثفل وهاري نيلسون وروجر واترز لاعب جيتار الباس لفريق البينك فلويد وأيضا الممثل جوني ديب. ظهر شون أونو لينون في برنامج «ذا ليت شو» لتقديم أغنية والده «عزلة»، في يوم الخميس الثامن من أكتوبر، حيث أن يوم الجمعة التاسع من أكتوبر هو عيد ميلاد جون لينون الثمانين، وقد قوبل بالاحتفال العالمي بمؤسس فرقة البيتلز، الملقب بلينون 80. قال ابن لينون من زوجته الثانية يوكو أونو في الاحتفال: «مرحبًا يا رفاق، هذه نسختي من «العزلة»، ومعي ابن أخي جاك على جيتار الباس... نحن نحتاج موسيقاه ورسالته الآن أكثر من أي وقت مضى».

## طاقم العزف والتسجيل
جون لينون: غناء وبيانو وأرغن هاموند
رينجو ستار: طبول
كلاوس فورمان: جيتار باس

## كلمات الأغنية
يقول الناس أننا حققنا مانريد People say we got it made
ألا يعلمون أننا خائفون جدًا؟ Don't they know we're so afraid
العزلة Isolation
نخشى أن نكون وحداء We're afraid to be alone
يجب أن يكون لكل شخص بيت Everybody got to have a home
العزلة Isolation
مجرد فتى وفتاة صغيرة Just a boy and a little girl
يحاولان تغيير العالم بأسره Trying to change the whole wide world
العزلة Isolation
العالم مجرد مدينة صغيرة The world is just a little town
الجميع يحاول أن يحبطنا Everybody trying to put us down
العزلة Isolation
لا أتوقع منك أن تفهم I don't expect you to understand
بعد أن تسببت في الكثير من الألم After you've caused so much pain
ولكن بعد ذلك مرة أخرى، أنت لا تلام But then again, you're not to blame
أنت مجرد إنسان، ضحية الجنون You're just a human, a victim of the insane
نحن خائفون من الجميع We're afraid of everyone
خائفون من الشمس Afraid of the sun
العزلة Isolation
الشمس لن تختفي أبدًا The sun will never disappear
لكن العالم قد لا يستمر لسنوات عديدة But the world may not have many years
العزلة Isolation

## وصلات خارجية
https://www.youtube.com/watch?v=8XDJ1oPUjZ4 عزلة (أغنية)
https://www.youtube.com/watch?v=7tOSorojzqw عزلة (أغنية)
https://www.beatlesbible.com/people/john-lennon/songs/isolation/ عزلة (أغنية)
https://www.songfacts.com/facts/john-lennon/isolation عزلة (أغنية)